# Anjelina Belakovskaia
Anjelina Jakovlevna Belakovskaja (Russisch: Ангелина Яковлевна Белаковская) (Odessa, 17 mei 1969) is een Oekraïens-Amerikaanse schaakster. Ze is sinds 1993 een grootmeester bij de vrouwen (WGM). In 1995, 1996 en 1999 was ze kampioen van de VS bij de vrouwen.
Anjelina Belakovskaia is een online schaaklerares, ze geeft les via internet. In 2001 studeerde ze af in wiskunde aan de New York-universiteit.  

## Biografie
Belakovskaia groeide op in Odessa, Oekraïne, en studeerde af aan de Odessa Agricultural University. Ze kwam naar de Verenigde Staten om te schaken in competitieverband. Ze vloog van Moskou naar New York en arriveerde met weinig geld en beperkte Engelse woordenschat.  Belakovskaia's eerste baan in de VS was het snijden van watermeloenen en schaken om geld in Washington Square Park. De eerste dag won ze $35, en al snel wilde men niet meer tegen haar spelen omdat ze te sterk was. Belakovskaia had een kort verschijnen in de film Searching for Bobby Fischer in 1993.
Belakovskaia werd op 24 november 1999 Amerikaans staatsburger. Later dat jaar begon ze een studie aan de New York-universiteit, en in 2001 behaalde ze een Master in financiële wiskunde.
Kort daarna ging ze bij Williams Companies in Tulsa (Oklahoma) aan de slag als handelaar in weer-deratieven, financiële producten die afhankelijk van het weer een waarde hebben. In mei 2001 werd Belakovskaia hoofd van het weer-deratieven-team bij Williams EM&T (Energy, Marketing, and Trading). 
Sinds januari 2011 heeft Belakovskaia financiën gedoceerd aan het Eller College of Management bij de Universiteit van Arizona. In 2012 werd ze lid van de American Meteorological Society Committee on Financial Weather/Climate Risk Management. In 2013 werd ze aan die universiteit een 'honors professor', waarbij ze het geven van de cursus "Chess, Leadership and Business Strategy" aan het Honors College toevoegde aan haar takenpakket.

## Schaakcarrière
In juli 1991 kwam ze naar de VS om deel te nemen aan het Chess World Open in Philadelphia.
In 1993 werd ze grootmeester bij de vrouwen (WGM). Belakovskaia won drie keer het kampioenschap van New York Women. Ze speelde voor de VS in de Schaakolympiades van 1994, 1996 en 1998.
In 1995 won ze de eerste van haar drie VS kampioenstitels bij de vrouwen, gedeeld met Sharon Burtman. Ook in 1996 won ze de titel. In 1997 werd ze tweede in het VS kampioenschap voor vrouwen.  In 1999 werd ze voor de derde keer kampioen. Haar derde kampioenschap won ze dankzij haar "superieur begrip van het middenspel."
In 2000 ontving Belakovskaia een eerbewijs van Howard Golden, voorzitter Brooklyn, een stadsdeel van New York, voor ongeëvenaarde vaardigheden en uitmuntende prestaties.
In 2010 begon Belakovskaia een lesprogramma schaken voor kinderen in Tucson (Arizona). Ook is ze lid van de FIDE-commissie Chess in Schools. In april 2013 organiseerde ze een schaaktoernooi voor meisjes in Tucson.

## Partij
Hier volgt een partij van Anjelina Belakovskaia tegen Ivona Jezierska (VS kampioenschap voor dames 1997): schaakopening Koningsindisch - Eco-code E81 

1.d4 g6 2.c4 Lg7 3.Pc3 d6 4.e4 Pf6 5.f3 0-0 6.Pge2 e5 7.Lg5 h6 8.Le3 Pbd7 9.Dd2 Kh7 10.d5 Ph5 11.g4 Pf4 12.Pf4 ef 13.Lf4 Pe5 14.Le2 a6 15.g5 Lh3 16.Tg1 hg 17.Lg5 Dd7 18.f4 Pg4 19.Dd3 Pf6 20.f5 (diagram) (1-0) 

## Persoonlijk leven
In 2003 is ze getrouwd met Lawrence Bernstein. Het paar heeft een zoon. 